# Distretto di Qamber Shahdadkot
Il distretto di Qamber Shahdadkot (in urdu: ضلع قمبر) è un distretto del Sindh, in Pakistan, che ha come capoluogo Qamber Shahdadkot.